# Józef Lech
Józef Lech (ur. 17 marca 1922 w Białymstoku, zm. 11 listopada 1986 w Łodzi) – polski etnograf specjalizujący się w badaniach nad architekturą ludową, tradycyjnym rzemiosłem i rękodziełem; w latach 1953–1984 kustosz Muzeum Archeologicznego i Etnograficznego w Łodzi.

## Życiorys
Był synem urzędnika PKP – Wiktora Lecha i Marii Sabiny z Millerów, w rodzinie o tradycjach szlacheckich (herbu Topór). W 1939 zdał tak zwaną małą maturę w prywatnym Gimnazjum i Liceum im. H. Sienkiewicza. Po wybuchu wojny kontynuował edukację w kierunku nauczycielskim, by w 1942 rozpocząć pracę w utworzonej przez siebie szkole w Ostrej Górze. Po wojnie, po odbyciu służby wojskowej w Lublinie, przeprowadził się do Łodzi, gdzie zatrudnił się jako nauczyciel w szkole podstawowej w Ozorkowie i Szkole Przysposobienia Przemysłowego w Łodzi, studiując jednocześnie ekonomię, potem pedagogikę społeczną na Uniwersytecie Łódzkim. W 1952 uzyskał tytuł magistra filozofii w zakresie pedagogiki społecznej na podstawie pracy Kształcenie dziewcząt do przemysłu metalowego w szkołach przysposobienia zawodowego.
W 1953 podjął współpracę z Muzeum Etnograficznym (od 1955 noszącym nazwę Muzeum Archeologiczne i Etnograficzne) w Łodzi, jako instruktor oświatowy. Od 1955 uczestniczył w seminariach prof. Kazimiery Zawistowicz-Adamskiej w Katedrze Etnografii Uniwersytetu Łódzkiego. W tym samym roku objął stanowisko adiunkta z zadaniem stworzenia działu Rękodzieł Wiejskich i Urządzeń Przemysłu Wiejskiego. Działem kierował do przejścia na emeryturę w 1984.
Żoną Józefa Lecha była Irena Lechowa z domu Sochoń, wraz z którą prowadził badania naukowe. Mieli córkę Marię Lech-Schmidt.

## Badania naukowe
Przez wiele lat badał i dokumentował tradycyjne techniki rękodzielnicze, m.in. Podlasia, Kielecczyzny, Rzeszowszczyzny i okolic Krakowa. Badał i dokumentował architekturę ludową województwa łódzkiego, Polski południowo-wschodniej i rodzinnego Podlasia, czego efektem było 45 prac naukowych. W latach 60. opracował projekt łódzkiego parku etnograficznego, który nie został zrealizowany. Od 1958 w imieniu Muzeum nawiązał współpracę z łódzkim kuratorium, dzięki czemu mógł uczyć młodzież inwentaryzacji budownictwa wiejskiego.
Od 1954 był członkiem Polskiego Towarzystwa Ludoznawczego. W latach 1973–1976 był członkiem Zarządu Głównego PTL, a w latach 1982–1986 Komisji Rewizyjnej. W latach 1964–1973 kierował zleconą przez PAN akcją zabezpieczania zabytków oraz akcją „Kultura ludowa dobrem narodu”.

## Odznaczenia
Odznaczony Medalem 30-lecia PRL (1974) oraz Srebrną i Złotą Odznaką „Za opiekę nad Zabytkami” (1969, 1975).

## Publikacje
J. Lech publikował artykuły w czasopismach etnograficznych, m.in. „Prace i Materiały Muzeum Archeologicznego i Etnograficznego w Łodzi. Seria Etnograficzna” oraz „Łódzkie Studia Etnograficzne”. Jego najważniejszą publikacją dotyczącą architektury ludowej jest praca pt. Tradycyjny dom chłopski i jego użytkowanie na obszarze Polski środkowej, opublikowana w tomie Kultura wsi polskiej w procesie zmian. Miał swój wkład w filmografię dokumentalną, opracował scenariusze dwóch filmów krótkometrażowych: Na jarmark w Studziannej (1959) oraz Wiatraki (1961) Edwarda Pałczyńskiego dla Wytwórni Filmów Oświatowych.